# Brinsley
Brinsley is een civil parish in het bestuurlijke gebied Broxtowe, in het Engelse graafschap Nottinghamshire.